# Bishamondai (métro d'Hiroshima)
Bishamondai (毘沙門台駅, Bishamondai-eki) est une station de la ligne Astram du métro d'Hiroshima. Elle est située dans l'arrondissement d'Asaminami à Hiroshima au Japon.

## Situation sur le réseau
Établie en aérien, Bishamondai est située au point kilométrique (PK) 9,6 de la ligne Astram. Elle est située entre la station Omachi, en direction du terminus sud Hondori, et la station Yasuhigashi, en direction du terminus nord Koiki-koen-mae.

## Histoire
La station Bishamondai est mise en service le 20 août 1994, lors de l'ouverture à l'exploitation de la ligne Astram.

## Services aux voyageurs

### Accès et accueil
La station est ouverte tous les jours.

### Desserte
Bishamondai est desservie par les rames de la ligne Astram : 
- voie 1 : direction Koiki-koen-mae
- voie 2 : direction Hondori